# Schefflera quadripetala
Schefflera quadripetala är en araliaväxtart som beskrevs av Elmer Drew Merrill. Schefflera quadripetala ingår i släktet Schefflera och familjen araliaväxter.
Artens utbredningsområde är Sumatera. Inga underarter finns listade.